# ETFB
ETFB (англ. Electron transfer flavoprotein beta subunit) – білок, який кодується однойменним геном, розташованим у людей на короткому плечі 19-ї хромосоми.  Довжина поліпептидного ланцюга білка становить 255 амінокислот, а молекулярна маса — 27 844.
| 10         |  | 20         |  | 30         |  | 40         |  | 50         |
| ---------- |  | ---------- |  | ---------- |  | ---------- |  | ---------- |
| MAELRVLVAV |  | KRVIDYAVKI |  | RVKPDRTGVV |  | TDGVKHSMNP |  | FCEIAVEEAV |
| RLKEKKLVKE |  | VIAVSCGPAQ |  | CQETIRTALA |  | MGADRGIHVE |  | VPPAEAERLG |
| PLQVARVLAK |  | LAEKEKVDLV |  | LLGKQAIDDD |  | CNQTGQMTAG |  | FLDWPQGTFA |
| SQVTLEGDKL |  | KVEREIDGGL |  | ETLRLKLPAV |  | VTADLRLNEP |  | RYATLPNIMK |
| AKKKKIEVIK |  | PGDLGVDLTS |  | KLSVISVEDP |  | PQRTAGVKVE |  | TTEDLVAKLK |
| EIGRI      |  |            |  |            |  |            |  |            |

A: Аланін

C: Цистеїн

D: Аспарагінова кислота

E: Глутамінова кислота

F: Фенілаланін

G: Гліцин

H: Гістидин

I: Ізолейцин

K: Лізин

L: Лейцин

M: Метіонін

N: Аспарагін

P: Пролін

Q: Глутамін

R: Аргінін

S: Серин

T: Треонін

V: Валін

W: Триптофан

Задіяний у таких біологічних процесах як транспорт, транспорт електронів. 
Білок має сайт для зв'язування з ФАД, флавопротеїном. 
Локалізований у мітохондрії.